# أبو الركراك
الركراك أو أبو الركراك أو أم الركراك منطقة عراقية وشُعيب ورِجلة، في ناحية بصية في قضاء السلمان في محافظة المثنى بالبادية العراقية بجنوب العراق، وكان من مدينة السلمان طريق إلى بصية يمرّ بشعيب الركراك الطويل الممتد حتى يبلغ السدير.